# Friedrich Waismann
Friedrich Waismann, född den 21 mars 1896, död den 4 november 1959, var en österrikisk filosof, matematiker, språkanalytiker och företrädare för den logiska positivismen. Waismann var av judisk börd och medlem i Wienkretsen, där han assisterade Moritz Schlick under åren 1929–36.
Efter Tysklands annektering av Österrike i mars 1938 emigrerade Waismann till England, där han senare blev docent i matematikens filosofi vid universitetet i Oxford, en tjänst som han innehade till sin död. Waismann förde under åren i Österrike samtal om språkfilosofi med Ludwig Wittgenstein och har samlat dessa i sin bok Ludwig Wittgenstein und der Wienerkreis.